# Milady (album)
Milady, pubblicato nel 1989 dalla CGD, è un album del cantautore italiano Roberto Vecchioni.

## Tracce
Lato A
1. Alessandro e il mare – 5:06
2. Poesia scritta in un bar – 3:53
3. Certezze – 4:37
4. Mariù – 3:53

Lato B
1. Milady – 3:56
2. "Leonard Cohen" – 3:17
3. Gli anni – 3:44
4. Polo sud – 8:44

## Formazione
- Roberto Vecchioni – voce
- Mauro Paoluzzi – chitarra, tastiera
- Alberto Crucitti – programmazione
- Mike Fraser – tastiera, pianoforte
- Alan Farrington, Betty Vittori, Daniela Rando, Silvio Pozzoli – cori